# Liste geflügelter Worte/Q

## Quadratisch, praktisch, gut.

Logo der Alfred Ritter GmbH & Co. KG

Der Werbeslogan „Quadratisch, praktisch, gut“ wurde für die Schokolade der Marke Ritter Sport mit ihrer auffallenden quadratischen Form geprägt. Zwar gibt es Schokolade in dieser Form bereits seit 1932, der Werbeslogan wurde aber erst seit dem Jahr 1970 verwendet.
In drei Wörtern werden alle prägnanten Eigenschaften des Produkts aufgezählt:
1. Die ungewöhnliche „quadratische“ Form,
2. die „praktische“ Größe,
3. sowie die hohe Qualität der Zutaten.

Im Französischen werden die drei Begriffe eins zu eins übersetzt, so heißt es „Carré. Pratique. Gourmand.“
Der Slogan wird häufig – ohne Zusammenhang mit dem Produkt – verwendet, wenn man die praktische Seite eine Gegenstandes hervorheben will oder um bei funktionalen Gegenständen auf deren Mangel an ästhetischer Gestaltung hinweisen will.
Weiter findet der Slogan Verwendung als Beschreibung für klotzig wirkende, gedrungen gebaute 'Schlägertypen'.

## Quadratur des Kreises

Ägyptische Musterlösung nach Papyrus Rhind

Die Quadratur des Kreises ist ein klassisches Problem der Geometrie. Die Aufgabe besteht darin, allein mit Zirkel und Lineal aus einem gegebenen Kreis ein Quadrat mit demselben Flächeninhalt zu konstruieren. Sie gehört zu den populärsten Problemen der Mathematik. Jahrhundertelang suchten neben Mathematikern auch immer wieder Laien vergeblich nach einer Lösung. Im Jahr 1882 gelang dem hannoverschen Mathematiker Ferdinand von Lindemann der Beweis, dass die Quadratur des Kreises unmöglich ist.
Der Begriff „Quadratur des Kreises“ ist in vielen Sprachen zur Metapher für eine unlösbare Aufgabe geworden:
- Englisch: Squaring the circle
- Französisch: Quadrature du cercle
- Griechisch: Τετραγωνισμός του κύκλου

Ursprünglich handelt es sich dabei darum, einen Kreis in ein flächengleiches Quadrat zu verwandeln. Quadratur ist dabei ein alter Ausdruck für Flächenbestimmung.
Als einer der ersten soll dem griechischen Schriftsteller Plutarch zufolge der Philosoph Anaxagoras „im Gefängnis die Quadratur des Kreises aufgeschrieben (oder: gezeichnet, altgr. ἔγραφε)“ haben, nähere Angaben zu Anaxagoras’ Konstruktion macht Plutarch nicht. Ein Gefängnisaufenthalt des Anaxagoras wäre auf etwa 430 v. Chr. zu datieren, als der Philosoph in Athen wegen Gottlosigkeit angeklagt war und schließlich fliehen musste.

## Quäl dich, du Sau!

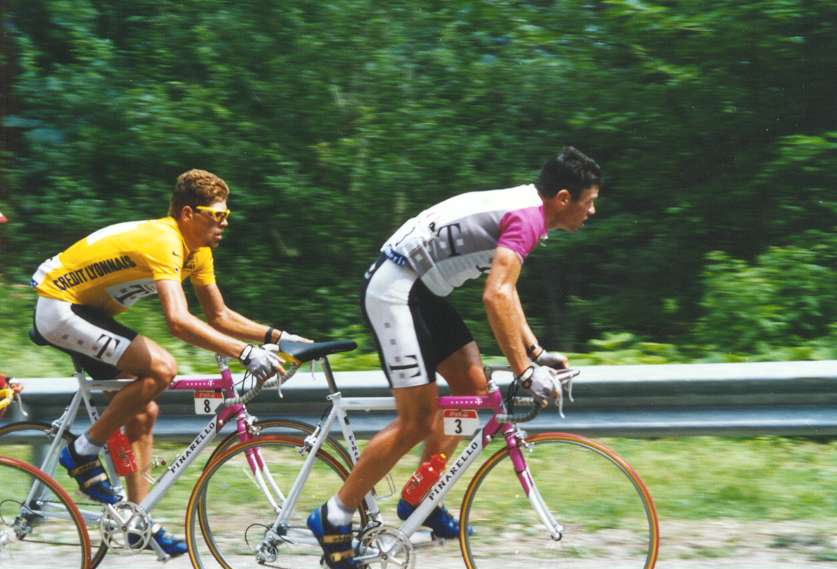
Udo Bölts führt Jan Ullrich bei der Tour de France 1997 über die Vogesen.

Als sein Teamkapitän Jan Ullrich im Gelben Trikot auf der 18. Etappe der Tour de France 1997 in den Vogesen schwächelte, feuerte ihn sein Team-Kollege Udo Bölts mit diesem Spruch an. Ullrich gewann die Tour mit einem Vorsprung von 9:09 Minuten und ist der einzige Deutsche, der die Tour de France gewinnen konnte.
Dieser Satz ist seitdem in die Radsport-Folklore eingegangen. Es war dieser Satz, der Udo Bölts bekannt machte. Quäl dich, du Sau ist folglich auch der Titel seiner Autobiografie.
Bölts war als Radfahrer eine Kämpfernatur und wurde von Walter Godefroot, seinem ehemaligen Chef beim Team Telekom so charakterisiert:
„Die Bölts ist so stark, die geht nie kapütt!“
Max Küng schreibt in der Wochenzeitschrift Die Zeit unter der Überschrift Quäl dich, du Sau!:
„Qual: welch kurzes Wort, zu beschreiben, was das wirklich bedeutet. Lausige vier Buchstaben. Das ist doch viel zu wenig. Vor allem heute, jetzt, in diesem Moment. In diesem Moment ist es heiß. Sehr heiß. Die Sonne brennt, kein Schatten weit und breit, bloß Straße vor mir. Ein dunkles Band, das sich verjüngt, um irgendwo zu verschwinden.“

## Qualität kommt von Qual

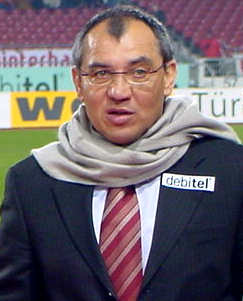
Felix Magath

„Qualität kommt von Qual“ ist das Motto des Fußball-Trainers Felix Magath, der von seinen Spielern auf Grund seiner harten Trainingsmethoden den Spitznamen Quälix bekommen hat. Magath verpasste sich mit diesem Leitspruch das Image des harten Hundes in der Trainer-Branche.
In einem Kommentar zu Magaths Trainingsmethoden schreibt Christof Kneer in der Berliner Zeitung:
„Felix Magath hat es geschafft, Felix Magath zu besiegen. Er glaubt immer noch, dass Qualität von Qual kommt. Er glaubt immer noch, dass Höchstleistung nur über Druck funktioniert. ‚Selbstverantwortung für Sportler, das geht vielleicht in einer Einzeldisziplin’, sagt er, ‚aber im Fußball ist das ein frommer Wunsch.’ Er hat inzwischen gelernt, am Ventil zu drehen.“
Bei Werder Bremen wurde Magath als Strafe für die verwöhnten Spieler verpflichtet und sagt später selbst dazu:
„Hinterher habe ich erfahren, dass Willi Lemke den Spielern gesagt hat: ‚Das habt ihr jetzt davon, jetzt kommt der Magath‘.“
Thorsten Langenbahn schreibt in seinem Buch Die Populärsten Fußballirrtümer:
„Die Kritik an seiner überharten Gangart, die seine Untergebenen wiederholt beanstandet haben, ist im Laufe der Zeit jedoch leiser geworden. Vor seinem Amtsantritt beim deutschen Rekordmeister im Sommer 2004 hörte man von Magath sogar gänzlich unbekannte Töne: ‚Wenn wir die ganze Woche in der Nase bohren und dann jeden Gegner schlagen, dann bohren wir eben die ganze Woche in der Nase‘, kündigte ‚Quälix‘ an.“

## Quantensprung
Der Begriff Quantensprung wird umgangssprachlich fälschlicherweise für einen großen Fortschritt verwendet. Doch bezeichnete er den kleinsten Sprung in der Natur, den die Gesetze der Quantenphysik erlauben. Der Physiker Max Planck entdeckte Anfang des 20. Jahrhunderts, dass im mikrophysikalischen Bereich Energie nicht kontinuierlich ausgetauscht wird, sondern in ganzzahligen Vielfachen von kleinen Quanten aus einem Quantenzustand in einen anderen, wobei es keine Zwischenzustände gibt.
Umgangssprachlich bezeichnet man mit dem Wort Quantensprung das, was früher als Durchbruch, Meilenstein oder technisch-wissenschaftliche Revolution bezeichnet wurde.
Einen frühen Beleg für diese Verwendung findet sich im Jahr 1962 in der Aufsatzsammlung Homo Creator des Soziologen Wilhelm E. Mühlmann, der das Entstehen einer neuen Religion auf der Basis einer älteren mit einem historischen Quantensprung vergleicht. Mehr Belege finden sich im Englischen (quantum jump oder quantum leap). Vielleicht liegt es daran, dass das englische quantum auch große Menge bedeutet. Zum neuen Modewort führte wohl die Rückübersetzung aus dem Englischen.

## Que Sera, Sera.
Das Lied Que Sera, Sera (spanisch: Was sein wird, wird sein) wurde von Ray Evans und Jay Livingston im Jahr 1956 für Alfred Hitchcocks Film Der Mann, der zuviel wußte geschrieben. Im Lied stellt ein Kind der Mutter Fragen nach der Zukunft. Als das Kind erwachsen ist, fragt es ihren Mann, und das Kind, das inzwischen selber Mutter geworden ist, wird wieder vom eigenen Kind gefragt.
Der englische Kehrreim des Lieds lautet:
„Que sera, sera
What ever will be, will be
The future’s not ours to see
Que sera, sera“

## Querelles d’Allemands
Dieser französische Ausdruck bedeutet so viel wie Deutsche Zänkerei.
Franzosen bezeichnen damit die durch die politische Zersplitterung und die konfessionelle Spaltung begünstigten dogmatischen Streitereien des Mittelalters bis zum heutigen Parteiengezänk, die häufig auch bei banalen Fragen mitunter verbissen geführt werden und als typisch deutsch empfunden werden.
In seinem 1983 veröffentlichten Versuch einer pädagogischen Autobiographie erwähnt Hartmut von Hentig die „querelles pédagogiques allemandes“ (deutsche pädagogische Streitereien), gegenüber denen sein Studium in Chicago ihm einen „deutlichen Vorsprung“ vermittelt habe.
„Befragt man französische Wörterbücher, was une querelle d’Allemand ist, dann erhält man zur Antwort: ‚Dispute sans cause sérieuse, avec une certaine mauvaise foi, pour le goût de la chamaillerie.‘“ (Deutsch: Streit ohne ernsthaften Grund, mit einem gewissen Böswillen, aus einer Vorliebe für Zänkerei.)
Mit Bezug auf die Hallstein-Doktrin der BRD und die Ulbricht-Doktrin der DDR im Kalten Krieg heißt es:
„Die ‚Querelles allemands‘ wurden zum geflügelten Sprichwort für die zunehmende Müdigkeit der jeweiligen Bündnispartner an der ständigen Rücksichtnahme auf den deutsch-deutschen Kleinkrieg in Protokollfragen.“

## Qui s’excuse, s’accuse.
Diese Redensart mit der Bedeutung „Wer sich entschuldigt, klagt sich an“ ist auch im deutschsprachigen Raum in der französischen Version „Qui s’excuse, s’accuse“ geläufiger.
Der Grundgedanke, dass jemand, der sich entschuldigt, den Grund für diese Entschuldigung als eine gewisse eigene Schuld anerkennt, ist auch in einem lateinischen Wortspiel aus den Schriften des Kirchenvaters Hieronymus enthalten:
„Dum excusare credis, accusas.“
„Während du dich zu entschuldigen glaubst, klagst du dich an.“

## Quieta non movere
Dieser lateinische Satz lässt sich mit Was ruht, soll man nicht aufrühren übersetzen. Diese sprichwörtliche Mahnung wird in den Scholien zu Platon, bei Theognis und bei Sophokles auf Griechisch zitiert:
„Μὴ κινεῖν τὰ ἀκίνητα“
Μē kinein ta akinēta
„Ruhendes nicht bewegen“
Die Mahnung findet sich auch in der Variante „Das Unbewegliche nicht bewegen“ bei Platon.
Dieser alte Spruch wird dann lateinisch bei Sallust verwendet und in der Form „quieta non movere“ (frei übersetzt: „keine schlafenden Hunde wecken“) vom deutschen Reichskanzler Otto von Bismarck im April 1891 in Friedrichsruh in einem Schreiben an den Vorstand der Konservativen Partei, deren Abgeordneter er war, zitiert:
„Es gibt ein altes, gutes politisches Sprichwort: Quieta non movere, das heißt, was ruhig liegt, nicht stören, und das ist echt konservativ: eine Gesetzgebung nicht mitmachen, die beunruhigt, wo das Bedürfnis einer Änderung nicht vorliegt.“
Der Schriftsteller Eugen Roth zitiert diesen Spruch in einem seiner Gedichte, das folgendermaßen beginnt:
„Nehmt Euch der Römer weise Lehre
zum Ziel: ‚Quieta non movere‘
Wenn wir’s in deutsche Worte fassen
was ruht, auf sich beruhen lassen.“

## Quis? Quid? Ubi? Quibus auxiliis? Cur? Quomodo? Quando?
Dieser lateinische Hexameter wurde vom Frankfurter Philosophen Joachim Georg Daries gedichtet und zählt die Kategorien der Schulphilosophie des 18. Jahrhunderts auf:
„Wer? Was? Wo? Wodurch? Warum? Wie? Wann?“
Auch in den Fontes moralitatis, den Quellen für die sittliche Beurteilung einer Handlung, werden diese Kriterien angewandt.
Diese sieben Fragen entsprechen den sieben W-Fragen, mit denen sich Ermittler befassen: Wer hat was wo getan, mit welchen Mitteln ist er vorgegangen, warum hat er es getan, auf welche Weise geschah es und wann?
Heinrich Heine greift diese Formulierung im Reisebericht von seiner Harzreise auf, wenn er schreibt:
„Ich logierte in einem Gasthofe nahe dem Markte, wo mir das Mittagessen noch besser geschmeckt haben würde, hätte sich nur nicht der Herr Wirt mit seinem langen, überflüssigen Gesichte und seinen langweiligen Fragen zu mir hingesetzt; glücklicher Weise ward ich bald erlöst durch die Ankunft eines andern Reisenden, der dieselben Fragen in derselben Ordnung aushalten mußte: quis? quid? ubi? quibus auxiliis? cur? quomodo? quando?“

## Quo vadis?

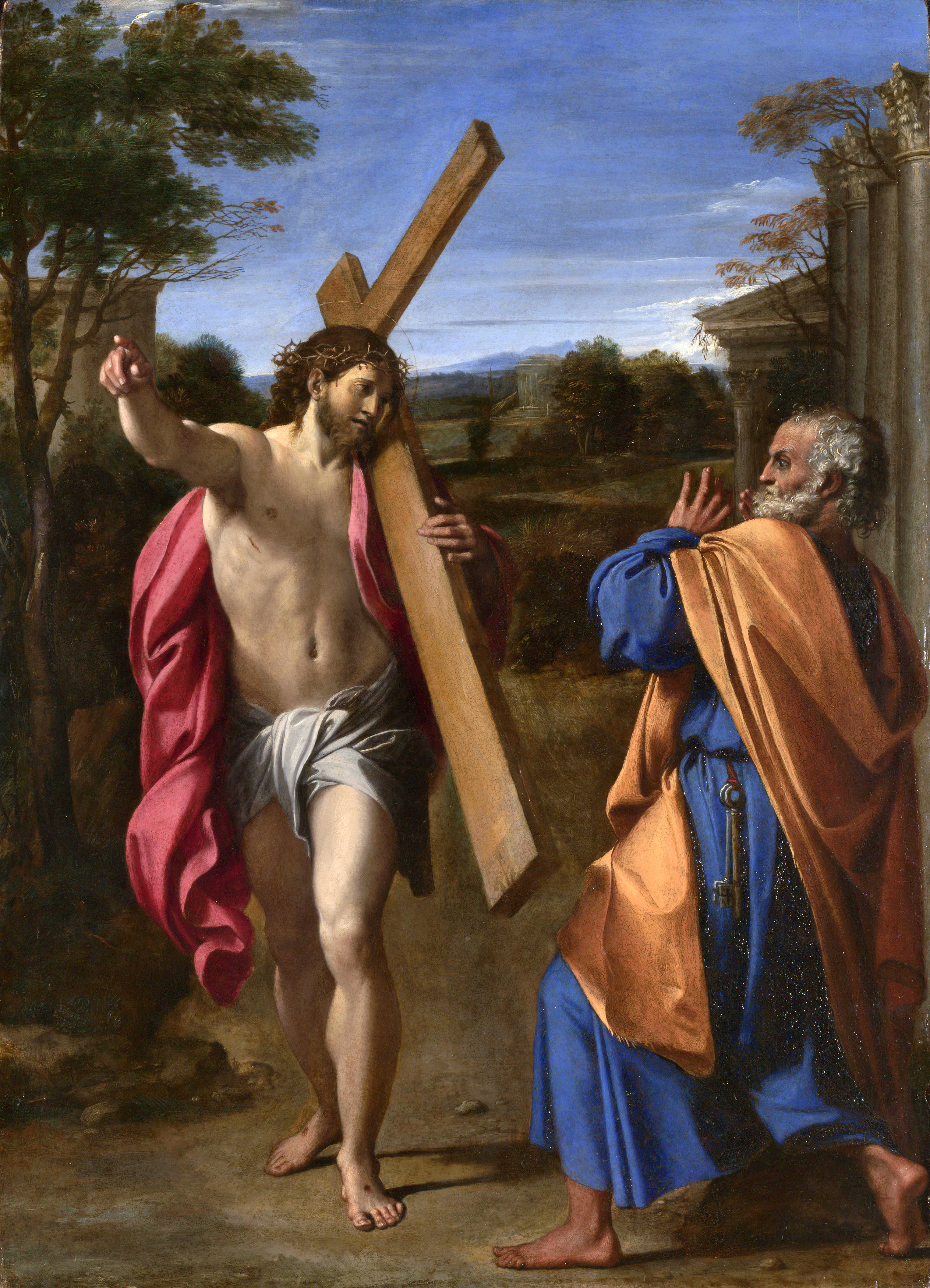
„Domine, quo vadis?“ von Annibale Carracci

Zum geflügelten Wort wurde der Titel des Romans von Henryk Sienkiewicz Quo Vadis („Wohin gehst du?“).
Dieser geht auf eine Legende zurück, der zufolge Petrus während der Christenverfolgungen im Jahr 67 oder 68 n. Chr. aus Rom floh und vor der Stadt Christus begegnete. Petrus fragte ihn:
„Domine, quo vadis?“
„Herr, wohin gehst du?“
Christus antwortete:
„Venio Romam iterum crucifigi.“
„Ich komme nach Rom, um mich erneut kreuzigen zu lassen.“
Darauf sagte Petrus beschämt:
„Herr, ich werde zurückkehren und dir folgen.“
An der Via Appia, wo die Begebenheit stattgefunden haben soll, steht heute die Kirche Domine, Quo Vadis. Hier wird neben der Kopie eines angeblichen Fußabdrucks Jesu auch eine Büste Sienkiewicz’ gezeigt.
Der Roman war bereits kurz nach seinem Erscheinen ein Bestseller. Umstritten waren einzig die teilweise detailliert beschriebenen Grausamkeiten in den Kapiteln über die Hinrichtung der Christen. Zur Zeit der Entstehung des Romans war Polen von anderen Staaten besetzt, das dürfte das Motiv von Unterdrückung und Verfolgung wesentlich miterklären.

## Quod erat demonstrandum.
Mit dem Wortlaut „quod erat demonstrandum“ wird ein logischer, mathematischer oder ähnlicher Beweis traditionell abgeschlossen. Abgekürzt lautet er „q.e.d.“. Die gebräuchliche deutsche Form lautet „was zu beweisen war“ („w.z.b.w.“), wortwörtlich übersetzt heißt es jedoch „was zu zeigen war“ bzw. „was gezeigt werden musste“ (Gerundivum).
Die Floskel ist eine Übersetzung des griechischen Ὅπερ ἔδει δεῖξαι. (Hóper édei déixai.), mit dem die griechischen Mathematiker, unter anderen Euklid und Archimedes, ihre Beweise abschlossen.
Statt q. e. d. wird auch oft das Symbol ■ verwendet. Dieses Symbol wird „Grabstein“ oder „Kiste“ genannt.

## Quod licet Iovi, non licet bovi.
Quod licet Iovi, non licet bovi (deutsch: „Was dem Jupiter erlaubt ist, ist dem Ochsen noch lange nicht erlaubt.“) ist eine durch den römischen Dichter Terenz überlieferte Sentenz.
Die verbreitete lateinische Redensart bedeutet ungefähr: „Auch wenn es der Meister darf, darf es der Lehrling noch lange nicht.“
Die Herkunft ist nicht vollständig geklärt. Wahrscheinlich wurde das nachgewiesene Zitat von Terenz erst in mittelalterlicher Zeit in die reimende Form gebracht:
„Aliis si licet, tibi non licet.“
„Wenn es anderen erlaubt ist, so doch nicht dir.“
Der Spruch wird heute in verschiedenen Varianten gebraucht, meist in der Form:
„Quod licet …, non licet …“
So hat ein Kommentar zum gerichteten iPhone des österreichischen Bundeskanzlers Alfred Gusenbauer die Überschrift Quod licet Iovi, non licet bovi. Im Text wird das dann folgendermaßen auf Deutsch übertragen:
„Was in Österreich also eventuell rechtlich problematisch sein könnte, ist in Frankreich ganz legal.“

## Quod scripsi, scripsi.

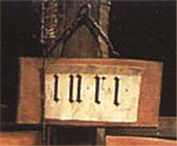
INRI vom Isenheimer Altar

Quod scripsi, scripsi („Was ich geschrieben habe, habe ich geschrieben“) ist im Evangelium nach Johannes (19,19–22 ) die lateinische Wiedergabe der griechischen Antwort des „Pontius Pilatus ὃ γέγραφα, γέγραφα.“ auf die Forderung des Hohen Priesters, die von ihm verfasste Inschrift am Kreuz Christi (INRI – „Jesus von Nazareth, König der Juden“ – „Iesus Nazarenus Rex Iudæorum“) abzuändern:
„19 Pilatus schrieb aber auch eine Überschrift und setzte sie auf das Kreuz. Es war aber geschrieben: Jesus, der Nazaräer, der König der Juden.
 20 Diese Überschrift nun lasen viele von den Juden, denn die Stätte, wo Jesus gekreuzigt wurde, war nahe bei der Stadt; und es war geschrieben auf hebräisch, griechisch und lateinisch. 21 Die Hohenpriester der Juden sagten nun zu Pilatus: Schreibe nicht: Der König der Juden, sondern daß jener gesagt hat: Ich bin König der Juden. 22 Pilatus antwortete: Was ich geschrieben habe, habe ich geschrieben.“

## Quousque tandem?

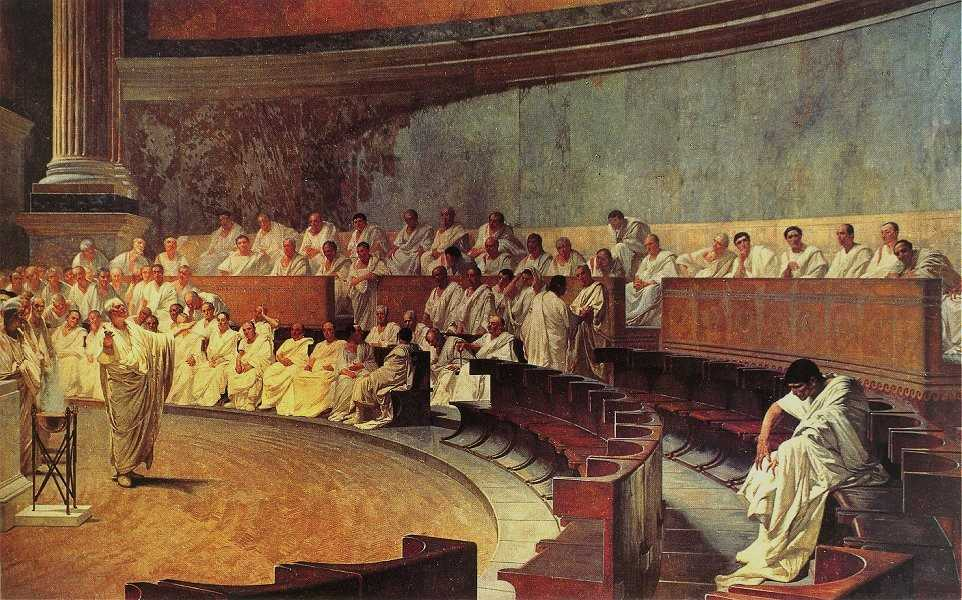
Cesare Maccari: Cicero klagt Catilina an.

Diese Worte sind der Beginn von Ciceros erster von vier Reden gegen Catilina, die er im Römischen Senat im Jahr 63 v. Chr. hielt, um die zweite Catilinarische Verschwörung, einem Umsturzversuch Catilinas und seiner Anhänger gegen die Römische Republik, aufzudecken. Dieser viel zitierte Einleitungssatz lautet:
„Quousque tandem abutere, Catilina, patientia nostra?“
„Wie lange noch, Catilina, wirst du unsere Geduld missbrauchen?“
Die lateinische Phrase Quousque tandem? (Wie lange noch?) wird heute noch gelegentlich verwendet, um die Heuchelei einer Person zu schelten oder auch in ihrer wörtlichen Bedeutung. So heißt es zum Beispiel in einer politischen Debatte:
„Quo usque tandem, Bundesrat, volis abutere patientia nostra? Wie lange noch, Bundesrat, willst du unsere Geduld missbrauchen?“
Der Notschrei „Quousque tandem, Domine?“ (Wie lange noch, Herr?) findet sich im Gefängnistagebuch des Norwegers Petter Moen, das der Schriftsteller Edzard Schaper ins Deutsche übersetzt hat.